# Marta Gayà
Marta Gayà (Mallorca, 1949) és una persona provinent d'una rica família mallorquina coneguda per ser l'amant del rei Joan Carles I. El seu pare era Fernando Gayà, un hoteler propietari de l'Hotel Villamil de Peguera i de la cimentera Prebetong Baleares SA.
Gayà estudià al Sagrat Cor de Palma i després anà a Barcelona a estudiar decoració. Estigué casada amb l'enginyer malagueny Juan Mena, del qual se'n divorcià al cap de quatre anys sense haver tengut fills.
Hi ha fonts que diuen que la relació data del 1978, però d'altres diuen que el rei Joan Carles la va conèixer a Palma el 1989, on coincidiren en una sortida marítima a bord del vaixell de Rudy Bax. La seva amistat amb el rei fou notícia l'estiu del 1990. D'aquella època, es filtrà un enregistrament del CNI del rei dient Mai no he estat tan feliç. El primer mitjà en fer-se'n ressò fou la revista Tribuna. Fou portada de la revista Época el 1992. Semblava que la relació havia acabat, però es va reprendre anys més tard. Malgrat la poca cobertura als mitjans de comunicació, la relació era coneguda per bona part de la professió periodística, però es veié censurada mentre el rei fou monarca per part de la Casa del Rei. Entre 2011 i 2012, suposadament, rebé dos milions d'euros de Joan Carles provinents de comissions rebudes d'Abdul·lah de l'Aràbia Saudita.
El 2020 se sabé que el 2011 havia rebut de Joan Carles I un milió d'euros perquè tengués una vida decent. Hi havia d'haver un altre pagament d'igual valor al cap d'un any, però aquest altre pagament no es va arribar a produir mai.